# Cedusa funesta
Cedusa funesta är en insektsart som beskrevs av Fowler 1904. Cedusa funesta ingår i släktet Cedusa och familjen Derbidae. Inga underarter finns listade i Catalogue of Life.